# كثرة المنسجات للخلايا غير المتمايزة
كثرة المنسجات للخلايا غير المتمايزة (بالإنجليزية:Indeterminate cell histiocytosis) هو مرض جلدي ينتج عن خلايا السلائف الجلدية لخلايا لانغر هانز.
يعتبر المرض نوعا من أنواع كثرة المنسجات غير الإكسية.